# Luigi Magni
Luigi Magni (Roma, 21 marzo 1928 – Roma, 27 ottobre 2013) è stato un regista, sceneggiatore e scrittore italiano.

## Biografia
Inizia la sua carriera come sceneggiatore e soggettista in collaborazione con Age & Scarpelli. Nel 1956 approda definitivamente nel mondo del cinema lavorando con i più importanti registi italiani dell'epoca: Mario Monicelli, Luciano Salce, Mauro Bolognini, Camillo Mastrocinque, Pasquale Festa Campanile, Carlo Lizzani e Alberto Lattuada. Nel 1968 passa dietro la macchina da presa dirigendo Vonetta McGee, Enzo Cerusico e Renzo Montagnani nella commedia Faustina. Il successo arriverà a Magni con il suo secondo lavoro, Nell'anno del Signore (1969), la pellicola che delinea il suo marchio di fabbrica: commedie ambientate nella Roma papalina in epoca risorgimentale, ondeggiando tra l'aspetto farsesco e quello drammatico, non dimenticando il linguaggio squisitamente "romano". Da questo film inizia la sua collaborazione con Nino Manfredi.
Dopo La Tosca (1973), con Monica Vitti, In nome del Papa Re (1977) fa vincere al regista il David di Donatello per il miglior film. Tra gli altri film: Secondo Ponzio Pilato (1987), 'o Re (1988), In nome del popolo sovrano (1990), Nemici d'infanzia (1995), che gli fa vincere il David di Donatello per la migliore sceneggiatura, scritta con Carla Vistarini, e La carbonara (2000). Dopo il film per la TV La notte di Pasquino (2003) e dopo la morte di Nino Manfredi (2004), Luigi Magni non ha più diretto film.

### Vita privata
Era sposato con la costumista Lucia Mirisola; la coppia non ebbe figli.

### La morte
Muore nella sua abitazione a Roma il 27 ottobre 2013, all'età di 85 anni; il giorno seguente venne allestita la camera ardente nella sala della Protomoteca del Palazzo Senatorio al Campidoglio e i funerali sono stati celebrati il 29 ottobre nella basilica di Santa Maria in Montesanto a piazza del Popolo, conosciuta anche come la Chiesa degli artisti, alla presenza di molti volti noti dello spettacolo; successivamente, il feretro è stato tumulato nel cimitero monumentale del Verano di Roma.

### Omaggi
Nel 2004 riceve al Trani Film Festival il premio cinematografico Stupor Mundi, riconoscimento alla carriera ispirato alla figura di Federico II di Svevia, mentre nel 2008 il David di Donatello alla carriera per celebrare i suoi 80 anni e i 40 di attività registica.
Nel settembre del 2017 a Velletri, per iniziativa del Circolo artistico La Pallade Veliterna, è stato istituito il "premio nazionale Luigi Magni per la grafica". Il comune di Velletri il 24 marzo 2018 ha dedicato un viale della Villa Ginnetti al regista. Nel 2018 sempre a Velletri è stato inaugurato un museo, dedicato alla sua carriera e che raccoglie premi, oggetti di scena, copioni e sceneggiature originali. Nel 2020 è stata costituita la "Fondazione museo Luigi Magni e Lucia Mirisola".
Il 21 marzo 2019 il comune di Roma ha intitolato a Magni il belvedere del Giardino degli aranci, sul colle Aventino.

## Filmografia

### Cinema

#### Regista
- Faustina (1968)
- Nell'anno del Signore (1969)
- Scipione detto anche l'Africano (1971)
- La Tosca (1973)
- La via dei babbuini (1974)

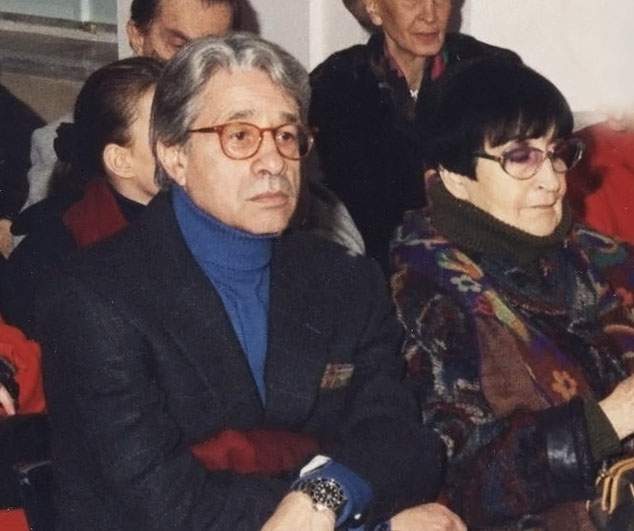
Luigi Magni con la moglie Lucia Mirisola (1996)

- Signore e signori, buonanotte (1976) - film collettivo
- Il superiore, episodio di Basta che non si sappia in giro (1976)
- Il cavalluccio svedese, episodio di Quelle strane occasioni (1976)
- In nome del Papa Re (1977)
- Arrivano i bersaglieri (1980)
- State buoni se potete (1983)
- L'addio a Enrico Berlinguer - documentario collettivo (1984)
- Secondo Ponzio Pilato (1987)
- Imago Urbis - documentario collettivo (1987)
- 'o Re (1989)
- In nome del popolo sovrano (1990)
- Roma dodici novembre 1994 - cortometraggio collettivo (1995)
- Nemici d'infanzia (1995)
- Era il maggio radioso, episodio di Esercizi di stile (1996)
- La carbonara (2000)

#### Sceneggiatore
- Tempo di villeggiatura, regia di Antonio Racioppi (1956)
- La cambiale, regia di Camillo Mastrocinque (1959)
- Il corazziere, regia di Camillo Mastrocinque (1960)
- Gli attendenti, regia di Giorgio Bianchi (1961)
- Il mio amico Benito, regia di Giorgio Bianchi (1962)
- Un tentativo sentimentale, regia di Pasquale Festa Campanile e Massimo Franciosa (1963)
- In Italia si chiama amore, regia di Virgilio Sabel (1963) - documentario
- Le voci bianche, regia di Pasquale Festa Campanile e Massimo Franciosa (1964)
- Extraconiugale, episodio La moglie svedese, regia di Giuliano Montaldo (1964)
- La Celestina P... R..., regia di Carlo Lizzani (1965)
- La mandragola, regia di Alberto Lattuada (1965)
- Madamigella di Maupin, regia di Mauro Bolognini (1966)
- El Greco, regia di Luciano Salce (1966)
- Fata Sabina, episodio di Le fate, regia di Luciano Salce (1966)
- Non faccio la guerra, faccio l'amore, regia di Franco Rossi (1966)
- Le streghe, episodio La siciliana, regia di Franco Rossi (1967)
- La cintura di castità, regia di Pasquale Festa Campanile (1967)
- Il marito è mio e l'ammazzo quando mi pare, regia di Pasquale Festa Campanile (1967)
- La ragazza con la pistola, regia di Mario Monicelli (1968)
- Faustina, regia di Luigi Magni (1968)
- Nell'anno del Signore, regia di Luigi Magni (1969)
- Per grazia ricevuta, regia di Nino Manfredi (1971)
- Scipione detto anche l'Africano, regia di Luigi Magni (1971)
- La Tosca, regia di Luigi Magni (1973)
- La via dei babbuini, regia di Luigi Magni (1974)
- Il soldato di ventura, regia di Pasquale Festa Campanile (1976) - non accreditato
- Signore e signori, buonanotte, regia di Luigi Comencini, Nanni Loy, Luigi Magni, Mario Monicelli e Ettore Scola (1976)
- Il superiore, episodio di Basta che non si sappia in giro, regia di Luigi Magni (1976)
- In nome del Papa Re, regia di Luigi Magni (1977)
- Arrivano i bersaglieri, regia di Luigi Magni (1980)
- State buoni se potete, regia di Luigi Magni (1983)
- Secondo Ponzio Pilato, regia di Luigi Magni (1987)
- 'o Re, regia di Luigi Magni (1989)
- In nome del popolo sovrano, regia di Luigi Magni (1990)
- Nemici d'infanzia, regia di Luigi Magni 1995)
- La carbonara, regia di Luigi Magni (2000)

### Televisione

#### Regista e sceneggiatore
- Dieci registi italiani, dieci racconti italiani - serie TV, 1 episodio (1983)
- Il generale - miniserie TV, 4 episodi (1987)
- Cinema - film TV (1989)
- La notte di Pasquino - film TV (2003)

## Teatro
- Rugantino (1962)
- Ciao Rudy (1965)
- Viola, violino e viola d'amore (1967)
- Commedia di Gaetanaccio, con Gigi Proietti (1978)
- La santa sulla scopa, con Maria Rosaria Omaggio (1986)
- I sette re di Roma (1989)

## Libri
- Ciao, Rudy. Commedia musicale, con Garinei e Giovannini, Bologna, Cappelli, 1965.
- Cecilio, Milano, Bompiani, 1977.
- Nemici d'infanzia, Milano, Frassinelli, 1990. ISBN 88-7684-161-X.
- I sette re di Roma, Roma, Newton Compton, 1995. ISBN 88-8183-218-6.
- I cavalli della luna, Milano, Baldini & Castoldi, 2002. ISBN 88-8490-186-3.
- Lucina. L'indecente soprano nella Roma del Papa re, Venezia, Marsilio, 2009. ISBN 978-88-317-9684-2.

## Onorificenze
- giugno 2005: Premio Galileo Galilei, ricevuto a Palazzo Giustiniani alla presenza di Gustavo Raffi, maestro venerabile del Grande Oriente d'Italia.[6]

## Riconoscimenti
- David di Donatello
  - 1978 – Migliore sceneggiatura per In nome del Papa Re
  - 1989 – Candidatura migliore canzone originale con Mauro Pagani e Nicola Piovani per O re
  - 1995 – Migliore sceneggiatura per Nemici d'infanzia
  - 2008 – Alla carriera

- Nastro d'argento
  - 1970 – Candidatura miglior soggetto per Nell'anno del Signore
  - 1970 – Candidatura migliore sceneggiatura per Nell'anno del Signore
  - 1991 – Candidatura migliore sceneggiatura per In nome del popolo sovrano

Premio Eduardo 2001 alla carriera a Velletri